# Grillon
 Grillon  es una población y comuna francesa, en la región de Provenza-Alpes-Costa Azul, departamento de Vaucluse, en el distrito de Avignon y cantón de Valréas.
Está integrada en la Communauté de communes de l'Enclave des Papes.
Es una de las cuatro comunas que forman el cantón de Valréas, que es un enclave de Vaucluse en Drôme. Este territorio se conoce también por el nombre de Enclave des Papes (Enclave de los Papas).

## Demografía
| 828 | 984 | 1129 | 1389 | 1580 | 1686 |
| Para los censos de 1962 a 1999 la población legal corresponde a la población sin duplicidades (Fuente: INSEE [Consultar]) |     |      |      |      |      |